# Michael Cooper
Michael Jerome Cooper Sr., ameriški košarkar, * 15. april 1956, Los Angeles, Kalifornija, ZDA.
Michael Cooper je ameriški košarkarski trener in upokojeni košarkar. Trenutno je glavni trener kluba Atlanta Dream, ki igra v ameriški košarkarski ligi WNBA. Pred Atlanto je Cooper treniral žensko košarkarsko ekipo univerze Južne Kalifornije. Cooper je nekdanji košarkar lige NBA. Celotno svojo igralsko kariero je preigral pri Los Angeles Lakersih, kot trener pa je treniral klube iz lig NBA, WNBA in NBA razvojne lige. Michael Cooper je edini, ki je kot košarkar ali trener osvojil naslov prvaka v ligi NBA, WNBA in NBA razvojni ligi.

## Začetki kariere
Cooper se je rodil v Los Angelesu, Kalifornija. Ko je bil star tri leta si je tako hudo poškodoval koleno, da je zdravnik najprej menil, da ne bo mogel več hoditi. Hodil je na univerzo Pasadena City, nato pa se je prestavil v univerzo Nove Mehike. Dve sezoni je igral košarko za New Mexico Lobos in bil izbran v prvo peterko Vsezahodne atletske konference. V svoji zadnji sezoni pri Lobosih je Cooper povprečno dosegal 16.3 točke, 5.7 skoka in 4.2 podaje na tekmo.

## Profesionalna kariera
Cooper je bil leta 1978 izbran kot 60. na NBA naboru s strani Lakersov, kjer je z dobro igro v obrambi takoj postal pomemben del »Showtime« Lakersov. V svoji dvanajstletni karieri je bil Cooper 8x izbran v Obrambne peterke lige NBA. Leta 1987 je postal najboljši obrambni igralec lige NBA. Skupaj s Kareemom Abdul-Jabbarjem in Magic Johnsonom je v 80. letih 20. stoletja osvojil 5 naslovov prvaka lige NBA (1980, 1982, 1985, 1987, 1988).
Cooper, ki je bil znan po nošenju dolgih nogavic, je igral na pozicijah branilca, krila in organizatorja igre, v obrambi pa je navadno kril najboljšega nasprotnega strelca. Larry Bird je nekoč izjavil, da je bil Cooper najboljši košarkar, ki ga je kdajkoli kril. V svoji karieri je Cooper povprečno dosegal 8.9 točke, 4.2 podaje, 3.2 skoka, 1.2 ukradene žoge in 0.6 blokade. Bil je ljubljenec navijačev Lakersov, ki so med njegovim vodenjem žoge vzklikali »Coooooooop«. Soigralci so včasih na tekmi zanj pripravili »alley-oop«, ki so ga navijači imenovali »Coop-a-loop«. Lakerse je zapustil po sezoni 1989–1990 in je bil uvrščen med najboljših 10 na klubski lestvici v št. zadetih trojk (428), odigranih tekmah (873), odigranih minutah (23,635), ukradenih žogah (1033), blokadah (523), podajah (3,666), skokih v obrambi (2,028), skokih v napadu (741) in natančnosti prostih metov (.833).
V sezoni 1990–1991 je igral v Italiji pri klubu Pallacanestro Virtus Roma, v italijanski ligi Serie A, kjer je povprečno dosegal 15.8 točk, 6.1 skok, 1.9 ukradenih žog, 1.8 podaj in 0.3 blokade.

## Trenerska kariera
Po koncu igralske kariere, je Cooper postal posebni pomočnik generalnega managerja Lakersov, Jerryja Westa, marca 1994 pa je postal del trenerskega štaba Lakersov, najprej pod Magicom Johnsonom, nato pa še pod Delom Harrisom. Leta 1999 je postal pomočnik trenerja WNBA kluba Los Angeles Sparks.
Novembra 1999 je postal glavni trener Sparksov, njihov izkupiček zmag se je povečal in sezono so zaključili z izkupičkom 28 zmag in 4 porazov. Cooper je bil imenovan za WNBA trenerja leta. V naslednjih dveh letih je s Sparksi osvojil dva naslova prvakov WNBA, leta 2003 pa so Sparksi morali priznati premoč Detroit Shockom.
Po izpadu v 1. krogu končnice 2004 proti Sacramento Monarchsom, je Cooper postal pomočnik trenerja Jeffa Bzdelika pri Denver Nuggetsih. Po 24 tekmah je bil Bzdelik odpuščen, Cooper pa je postal začasni glavni trener Nuggetsov. Glavni trener je ostal do prihoda trenerja Georga Karla, nato pa je postal klubski skavt.
Cooper je bil glavni trener kluba The Albuquerque Thunderbirds v NBA razvojni ligi (2006–2007). Leta 2007 je Cooper zapustil klub po osvojitvi naslova prvakov leta 2006. Cooper se je nato vrnil v Los Angeles, kjer je znova postal glavni trener Los Angeles Sparksov.
Maja 2009 je Cooper postal glavni trener ženske košarkarske ekipe na Univerzi Južne Kalifornije. Odstopil je leta 2013, ko je ekipa končala sezono kot sedmouvrščena v pacifiški konferenci.
Novembra 2013 je Cooper bil imenovan za glavnega trenerja kluba Atlanta Dream.
Julija 2014 so Cooperju odkrili raka na jeziku. Cooper je bil operiran 27. julija 2014 in je že čez deset dni znova opravljal funkcijo glavnega trenerja pri klubu Atlanta Dream.